# Picasso: A Painter's Diary
Picasso: A Painter's Diary è un documentario televisivo del 1980 diretto da Perry Miller Adato e basato sulla vita del pittore spagnolo Pablo Picasso.

## Riconoscimenti
- 1981 - Directors Guild of America
  - Miglior regia di un documentario (Perry Miller Adato)
- 1980 - Premio Emmy
  - Candidatura come miglior programma di informazione (Perry Miller Adato, George Page)